# Abuja World Trade Centre
L'Abuja World Trade Centre est un gratte-ciel en construction à Abuja au Nigeria depuis 2014. Il s'élèvera à 158 mètres.